# CANT Z.1018
CANT Z.1018 Leone (pol: lew) – włoski średni samolot bombowy z okresu II wojny światowej.

## Historia
CANT Z. 1018 był ostatnim samolotem zaprojektowanym przez Filippo Zappatę w wydziale lotniczym stoczni Cantieri Riuniti dell’Adriatico (C.R.D.A.) przed jego odejściem do wytwórni Breda. W odróżnieniu od swojego poprzednika, bombowca CANT Z.1007, był samolotem dwusilnikowym i miał konstrukcję metalową (choć prototyp był jeszcze całkowicie drewniany). Oblot pierwszego egzemplarza, przeznaczonego głównie do badań aerodynamicznych, nastąpił 9 października 1939 roku. Miał on podwójne usterzenie pionowe, ale po lotach próbnych zdecydowano, że kolejne maszyny przedseryjne, już metalowe, będą miały przebudowany tył kadłuba i klasyczne usterzenie. Inne zmiany obejmowały przesunięcie do przodu kabiny pilotów i montaż całej gamy silników: gwiazdowych Piaggio P.XII R.C.35 i P.XV R.C.45, Alfa Romeo 135 R.C.32 Tornado oraz rzędowych Fiat RA 1050 R.C.38 Tifone. Ostatecznie w samolotach seryjnych zastosowano silniki firmy Alfa Romeo, głównie ze względu na ich największą dostępność.
Zamówienie na serię 300 egzemplarzy bombowca złożone zostało w 1941 roku. Produkcja ruszyła w następnym roku, jednak do kapitulacji Włoch we wrześniu 1943 roku zdołano skompletować jedynie 10 samolotów przedseryjnych i 5 seryjnych, które zostały przekazane do 101 Gruppo B.T., służąc obok używanych tam CANT Z.1007 bis.
Czysta linia aerodynamiczna i dobre osiągi Z.1018 skłoniły projektantów wytwórni do opracowania wersji rozwojowych: ciężkiego myśliwca uzbrojonego w 7 działek kal. 20 mm i 3 karabiny maszynowe kal. 12,7 mm oraz myśliwca nocnego, wyposażonego w niemiecki radar Lichtenstein SN-2 z anteną w nosie kadłuba. Oba niezrealizowane projekty miały być napędzane przez silniki Fiat A.83 R.C.24 i osiągać prędkość powyżej 600 km/h.

## Opis konstrukcji
CANT Z.1018 Leone był średnim bombowcem, dolnopłatem o konstrukcji całkowicie metalowej. Egzemplarze seryjne miały pojedyncze usterzenie pionowe i klasyczne, chowane w locie podwozie z kółkiem ogonowym. Napęd stanowiły dwa silniki gwiazdowe Alfa Romeo 135 R.C.32 o mocy 1400 KM. Samolot był uzbrojony w 3 karabiny maszynowe Breda-SAFAT kal. 12,7 mm, zamontowane w wieżyczce na grzbiecie kadłuba, dolnym stanowisku strzeleckim i na stałe w krawędzi natarcia prawego płata oraz dwa karabiny maszynowe kal. 7,7 mm w bocznych okienkach w kadłubie. Ładunek bomb wynosił maksymalnie 1500 kg.